# Actinote granadina
Actinote granadina är en fjärilsart som beskrevs av Hans Rebel 1901. Actinote granadina ingår i släktet Actinote och familjen praktfjärilar. Inga underarter finns listade i Catalogue of Life.